# 47 ronina (film iz 1941)
47 ronina (元禄 忠臣蔵 Genroku Chūshingura, "Blago odanih slugu ere Genroku ") je japanski crno-beli film snimljen 1941. i 1942. u režiji Kendžija Mizogučija. Po žanru pripada samurajskom jidaigeki filmu, odnosno predstavlja jednu od ekranizacija znamenite priče o 47 ronina. Radnja započinje na šogunovom dvoru početkom 18. veka kada je feudalni velmoža Asano Naganori (čiji lik tumači Jošizaburo Araši) na prevaru nateran na ritualno samoubistvo od strane suparničkog velmože Kire, a što odlučuju osvetiti njegovi samuraji na čelu sa Oišijem (čiji lik tumači Čodžuro Kavarasaki).
47 ronina su snimljeni u vreme drugog svetskog rata, odnosno kada je japanska filmska industrija bila pod čvrstom kontrolom militarističke vlade. Mizoguči je angažiran kako bi evociranjem na znameniti istorijski događaj propagirao drevne vrednosti samopregora, discipline i bezpravilne odanosti. Film je snimljen u dva dela, pri čemu je prvi premijeru imao neposredno pred napad na Perl Harbor.

## Uloge
- Čodžuro Kavarasaki - Oiši Kuranosuke
- Kanemon Nakamura - Sukeimon Tomimori
- Kunitaro Kavarazaki - Isogai Jurozaemon
- Jošizaburo Araši - Asano Naganori (daimjo)
- Daisuke Kato - Fuva Kazuemon
- Tokusaburo Araši - Okuno Šogen
- Isamu Kosugi - Okado Šigetovo
- Utaemon Ičikava - Tokugava Cunatojo
- Seizaburo Kavazu - Ečumori Hosokava
- Mantojo Mimasu - Kira Kozukenosuke
- Micuko Miura
- Mieko Takamine
- Masao Šimizu
- Riju Okoči

## Spoljašnje veze
- The 47 Ronin на веб-сајту  (језик: енглески)